# Cantone di Brunstatt-Didenheim
Il Cantone di Brunstatt-Didenheim è una divisione amministrativa dell'arrondissement di Guebwiller.
È stato costituito a seguito della riforma approvata con decreto del 21 febbraio 2014, che ha avuto attuazione dopo le elezioni dipartimentali del 2015.

## Composizione
Comprende i seguenti 28 comuni:
- Bartenheim
- Brinckheim
- Bruebach
- Brunstatt
- Didenheim
- Dietwiller
- Eschentzwiller
- Flaxlanden
- Geispitzen
- Helfrantzkirch
- Kappelen
- Kembs
- Kœtzingue
- Landser
- Magstatt-le-Bas
- Magstatt-le-Haut
- Rantzwiller
- Schlierbach
- Sierentz
- Steinbrunn-le-Bas
- Steinbrunn-le-Haut
- Stetten
- Uffheim
- Wahlbach
- Waltenheim
- Zaessingue
- Zillisheim
- Zimmersheim